# Praia de Cação
Praia de Cação, ou praia do Cação, é uma praia em Madre de Deus, município do estado brasileiro da Bahia. É envolvida por um manguezal e possui areia escura. Em pesquisa feita pelo jornal Correio, foi apontada como a nona praia mais bonita, incluindo opções de gastronomia e lazer, dentre 56 praias da baía de Todos-os-Santos avaliadas.